# بريت باتلز
بريت باتلز (بالإنجليزية: Brett Battles)‏ (31 مارس 1962، ريدجكريست في الولايات المتحدة)؛ روائي أمريكي.

## روابط خارجية
- بريت باتلز على موقع IMDb (الإنجليزية)